# Schloss Süßenstein

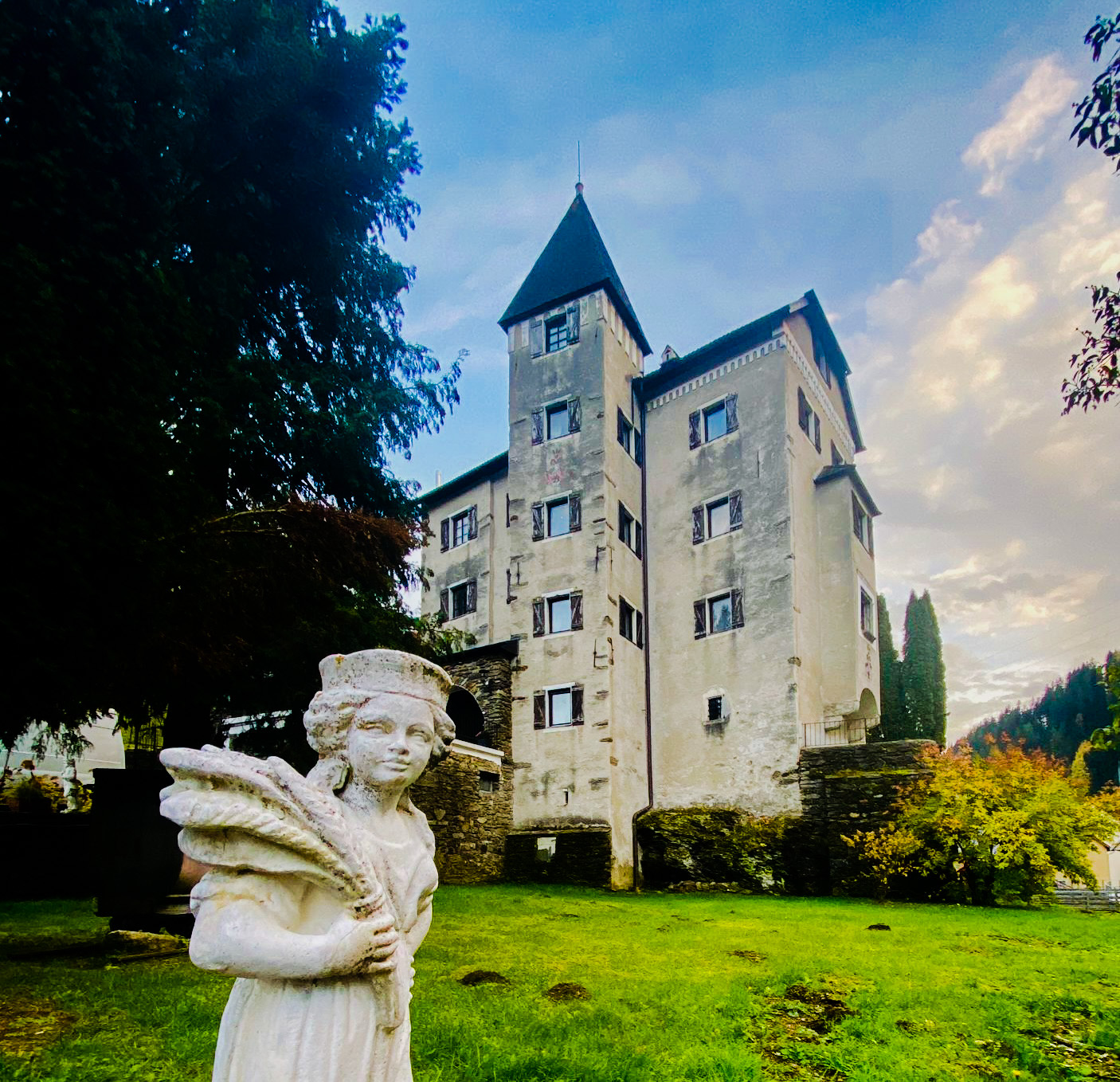

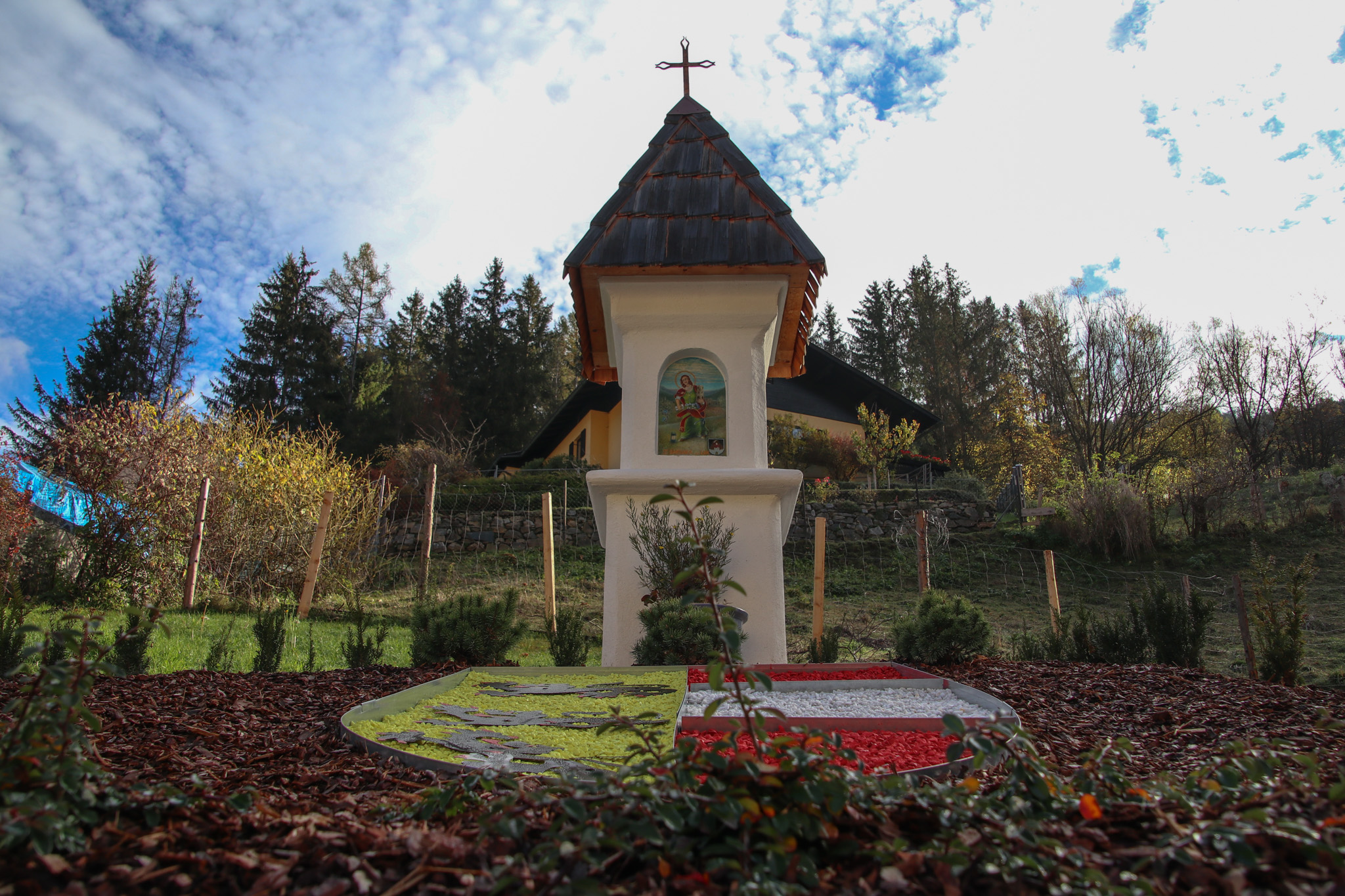
Bildstock Schloss Süßenstein

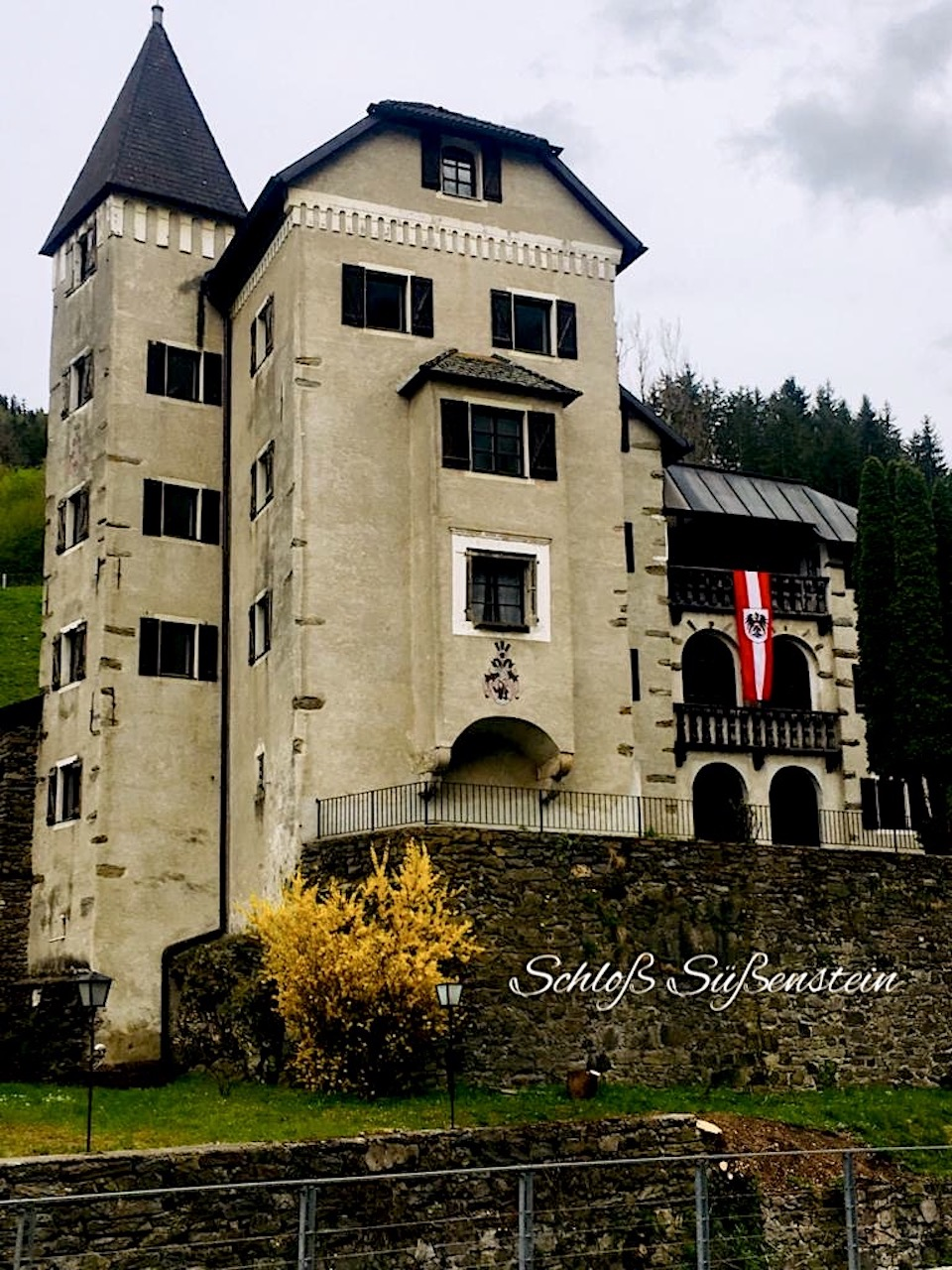
Seitenansicht

Schloss Süßenstein ist ein gotisches Schloss im österreichischen Hüttenberg in Kärnten. Es wurde im 16. und 17. Jahrhundert erbaut.

## Lage
Das Schloss ist direkt in das Ortsbild eingebunden und liegt im Bereich des Zusammenflusses des Mosinz- und des Steirerbaches, der ab der Einmündung Görtschitz heißt. Das, mit einem  markanten, schräggestellten Turm versehene Schloss ragt über dem Talboden auf und ist über eine Brücke erreichbar.

## Geschichte
Die Geschichte des Schlosses verzeichnet im Jahr 1488 einen Überfall durch die Ungarn. Der Angriff konnte jedoch abgewehrt werden. Ab 1610 bis zum 19. Jahrhundert diente das Schloss als Amtssitz des Bergrichters von Hüttenberg – war somit Sitz des Berggerichtes Hüttenberg. In dieser Zeit wurde die Burg wiederholt von erzürnten Bergknappen bedrängt, die sich gegen Entscheidungen des Bergrichters auflehnten. Seit dieser Zeit als Sitz des Berggerichtes ist das Gebäude Süßenstein untrennbar mit der Geschichte des Erzberges Hüttenberg verbunden. Das Schloss wurde im 17. Jahrhundert nach einem Brand erweitert und nach einem neuerlichen Brand im 19. Jahrhundert erneuert.

## Restaurierung
Von 1970 bis 1979 wurde das Schloss restauriert und als Hotel für Seminare und Tagungen geführt. 1992 wurde es von Hubert Kribitz erworben und als Liebhaberobjekt adaptiert. Besonderes Augenmerk wurde auf die Erhaltung des gotischen Stils gelegt. Unter anderem wurden ein neues Dach aufgesetzt, die Heizungsanlage erneuert und neue Installationen eingezogen.
Heute befindet sich das Schloss im Privatbesitz des Unternehmerehepaares Matthias Kmetyko und Gerda E. Franz-Kmetyko.